# Гетьманщина
Гетьманщина (офіційна назва — Військо Запорозьке, інші поширені назви — Україна, Русь, в енциклопедіях періоду Російської імперії та СРСР — Малоросія) — українська козацька держава, яка виникла на теренах українських воєводств Речі Посполитої, внаслідок Визвольної війни українського народу середини XVII ст.
Мала міжнародне визнання козацької державності: Річчю Посполитою, Османською імперією тощо.
Очільником виступав виборний гетьман. З 1654 року перебувала під протекторатом Московського царства. Протягом другої половини XVII — початку XVIII століття, під час громадянської війни — часу розколу та правління окремими територіями різних гетьманів, останні, у боротьбі за єдиновладдя, визнавали верховенство Московського царства, Речі Посполитої (Республіки Обох Націй) та Османської імперії.
У 1667 році за Андрусівським миром розділена по Дніпру на Правобережну і Лівобережну Україну. Після остаточного скасування в Речі Посполитій козацького устрою на Правобережжі в 1699 році далі існувала лише на теренах Лівобережжя. У 1709 році, під час Великої північної війни, невдало намагалася перейти під протекторат Шведської імперії. Протягом XVIII століття поступово втратила політичну й економічну автономію. 1764 року наказом російської імператриці Катерини ІІ титул гетьмана було скасовано, а ще через рік Гетьманщину реформовано в Малоросійську губернію.

## Назва

### Україна

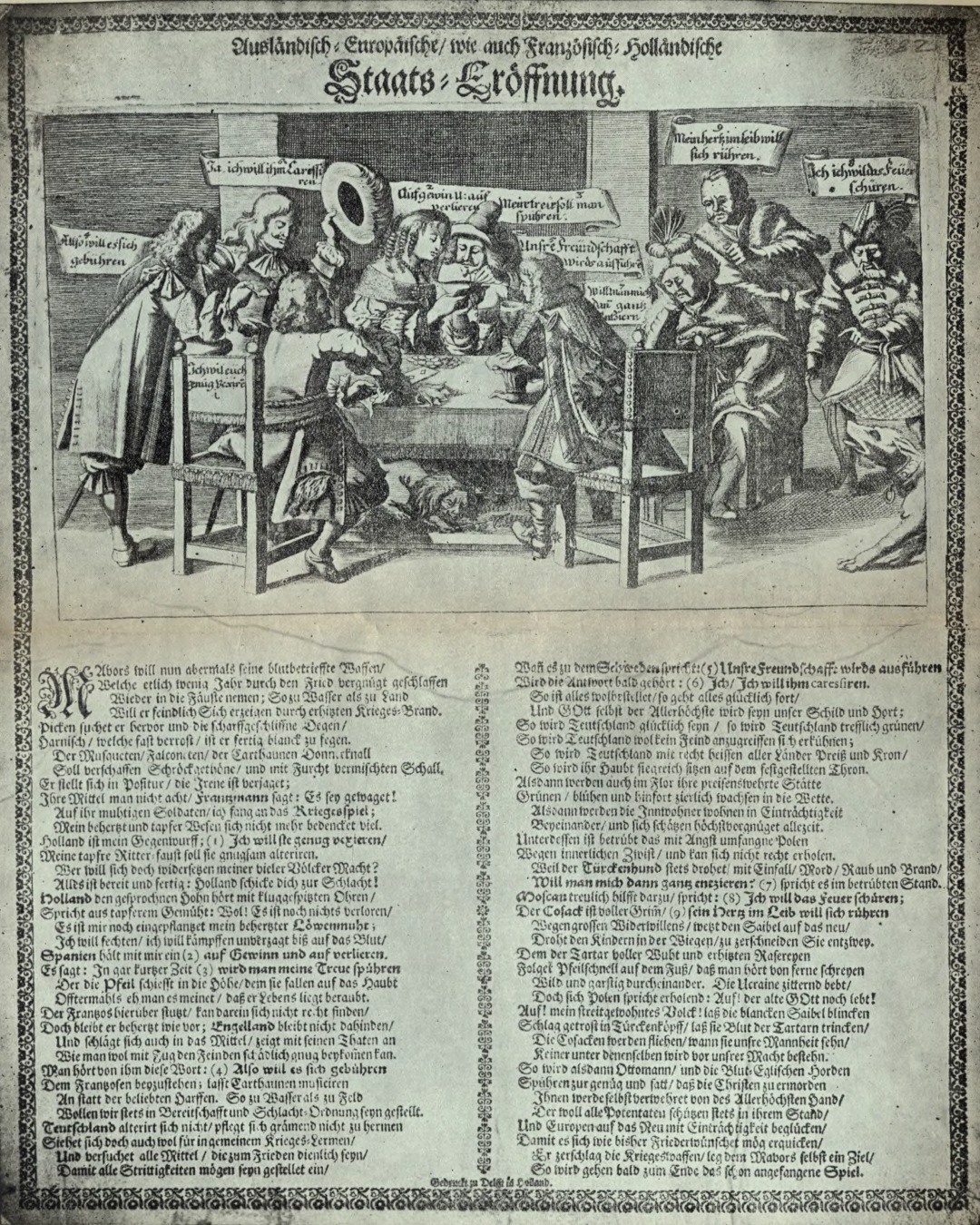
«Державні збори» (бл. 1650) — гравюра невідомого голландського автора, яка зображує такі країни: Англію, Францію, Іспанію, Німеччину, Голландію, Польщу, Україну, Московію та інші.

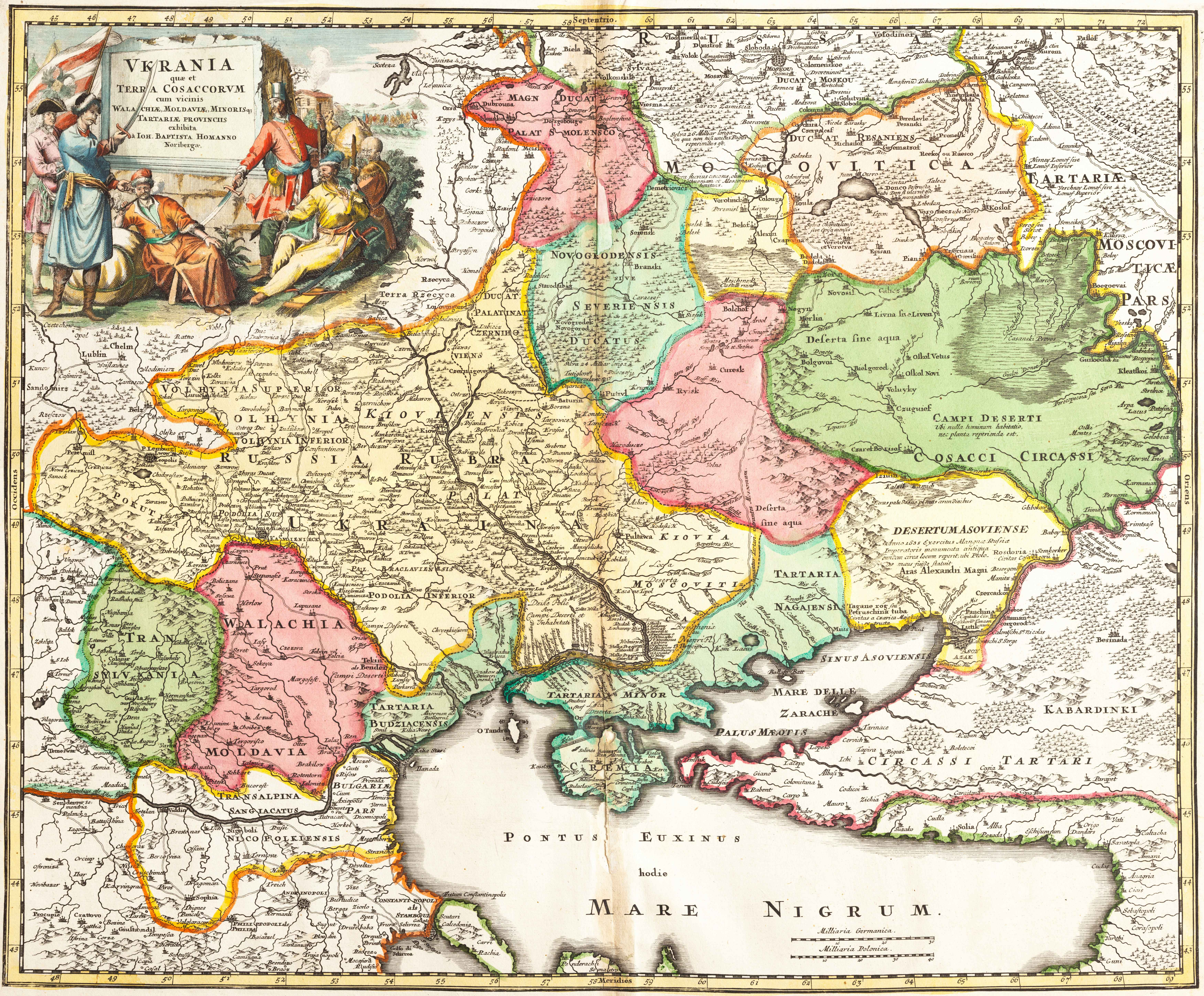
На мапі за 1720 рік Йоганна Гоманна позначена Україна (також як «Русь Червона»), що простягається від Перемишля до Полтави і від Почепа до Бого-Дніпровського лиману. На східних територіях України утворені «народні республіки»: Новгород-Сіверське князівство, Курське князівство і Слобідська Україна (тут як Козаки-черкаси).

За часів Речі Посполитої назва Україна виступала загальною назвою Брацлавського, Київського та Чернігівського воєводств. Після повстання Хмельницького на цих теренах закріпилось Військо Запорозьке, через що надалі вже до першої половини 1680-х років назва «Україна» набула нового значення політоніму — однієї з офіційно вживаних назв козацької держави під владою гетьманів Війська Запорозького. Так у 1672 році в Бучацькому мирному договорі між Річчю Посполитою та Османською імперією згадується «Українська держава» (пол. ukraińskie państwo). Особливо активно цей термін вживав гетьман в екзилі Пилип Орлик. У своїх латинських листах він писав про «Українську республіку», а в листі до митрополита Стефана Яворського (1715) протиставляв «Україну» і «государство Московське». Також у його «Виводі прав України» (1712) зустрічається «Українське князівство», тоді як гетьмана Івана Мазепу Орлик іменує «князем України».
Серед інших тогочасних джерел в «Слові на поховання Богдана Хмельницького» 1657 р. автор вживає назву «Річ Посполита Українська»; а у відозві запорізьких козаків до гетьмана Івана Виговського (1658), опублікованій ще в літописі Самійла Величка (1720), зустрічаємо такі слова козаків:
«Довелося нам вісім років відстоювати те бойовою зброєю, з великим наобопіль кровопролиттям і ушкодженням обох держав, Польської та Української».
У 1677 кошовий отаман Іван Сірко називав Гетьманщину Україною, і писав, що Хмельницький «удільним князівством Україну приукрасив». Іван Мазепа також використовував термін «Україна», протиставляючи її «государству Московському», називаючи при цьому «своєю вітчизною» і «милою маткою».

### Русь, Мала Русь
Окрім України використовувалися й інші назви. Так, у 1669 році гетьман Петро Дорошенко, бажаючи відродити Русь в кордонах від ріки Вісли до міста Севськ, називав Гетьманщину просто «Руссю». Поширеним був і термін Мала Русь. Наприклад в «Маніфесті до іноземних державців» (1658) Івана Виговського Україна називається «Руссю» або «Малою Руссю», землі Білорусі «Білою Руссю», а територія Росії — Московією. Гетьман Петро Іваненко теж вживав це поняття, називаючи Гетьманщину «Малоросійським князівством» та «Малоросійською державою» на противагу «Московщині». В творчості гетьманського канцеляриста Миколи Ханенка зустрічаємо «Малоросійське панство».
Поняття «Русь» і «Україна» часто використовувалися як назви однієї і тієї ж території. У листі-зверненні гетьмана Івана Брюховецького до Війська Запорізького Низового датованого 1667 роком говориться про намір кримського хана «іти на Русь чи на Україну».

### Інші назви
Ще за часів Гетьманщини існував і термін «Козацька республіка», або просто «Козацька земля». Німецький географ Йоган Гюбнер в своїй праці «Землеводного кола короткий опис зі старої та нової географії» (1719) писав, що землі України розділені поміж Польщею, Москвою та «Козацькою землею». Остання, за його словами, є васальною республікою:

II: Про Козаків. 15: Де є Козацька земля? <…> Ті не самовладну республіку складають, але залежать від сильних своїх сусідів, і таким чином іноді польські, іноді російські, а іноді турські васали бувають. <…> Потім мають вони навмисну частину України, де Бреслав, Київ, Батурин та Полтава стоять;

Словацький церковний діяч, видавець, перекладач та приятель гетьмана Івана Мазепи Даніел Крман вживав здебільшого термін «Козакія».

## Географія

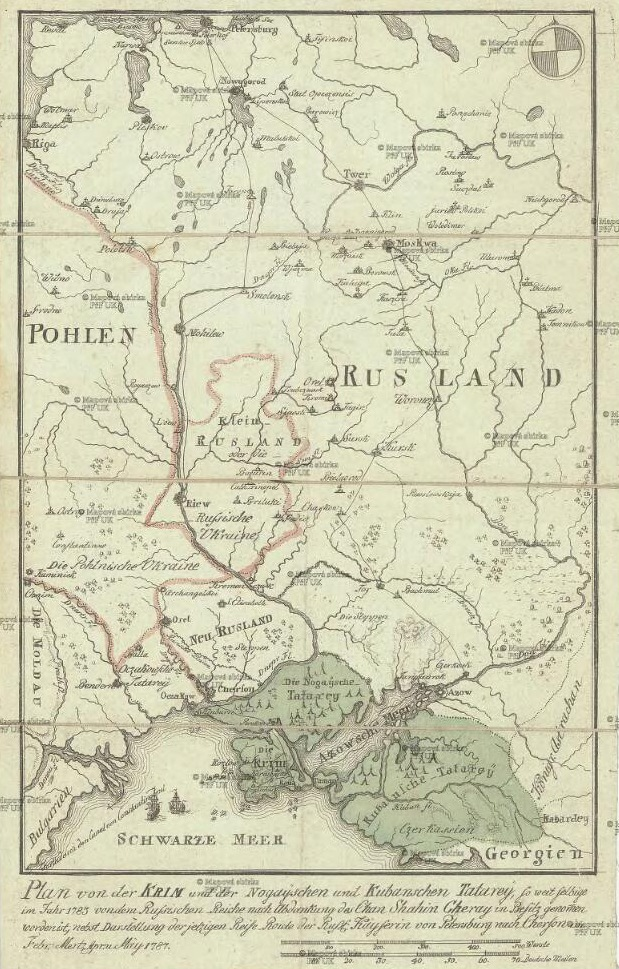
Лівобережна Гетьманщина, мапа 1785.

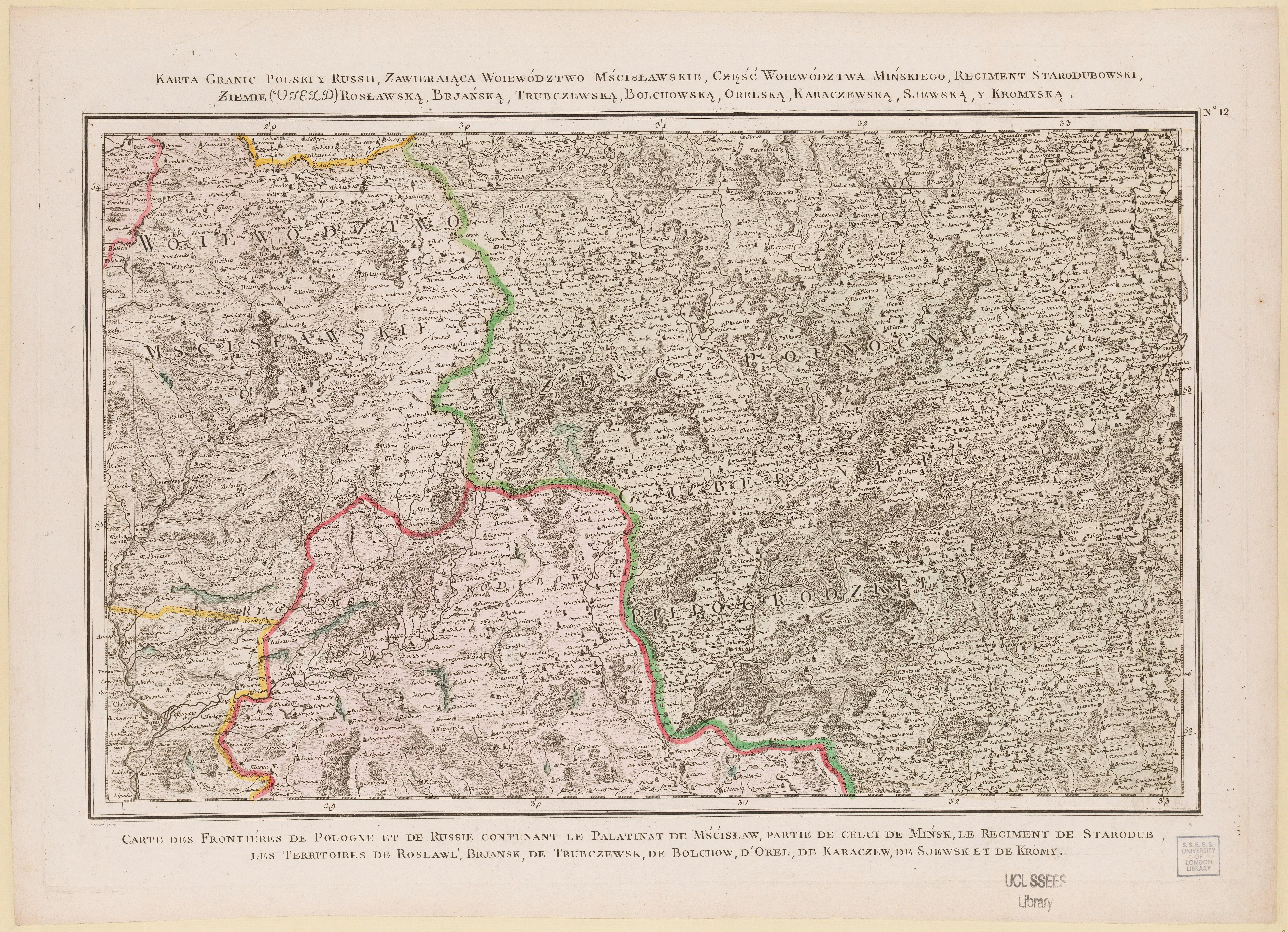
Стародубщина, початок 1760-х.

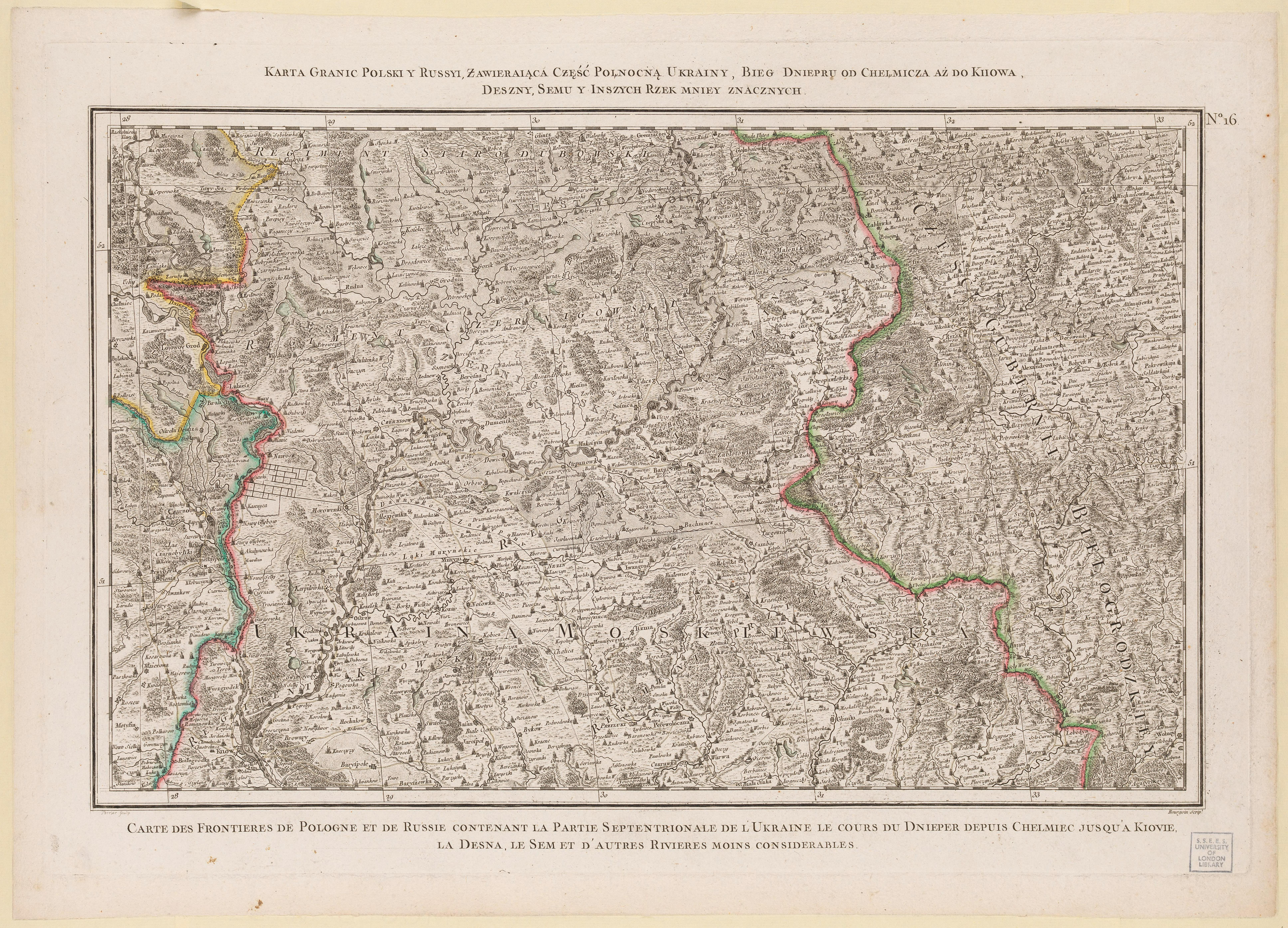
Київщина та Чернігівщина.

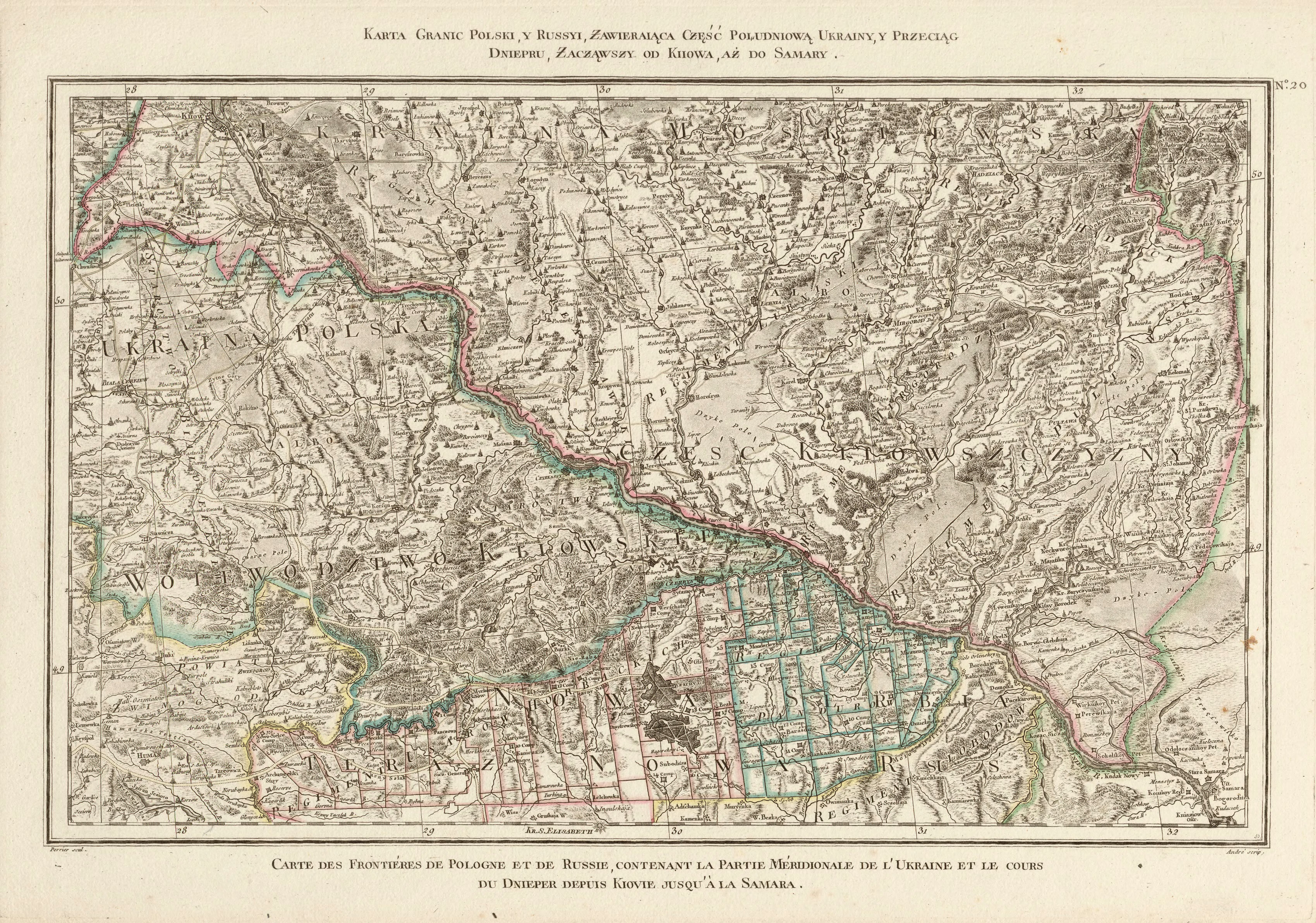
Середня Наддніпрянщина.

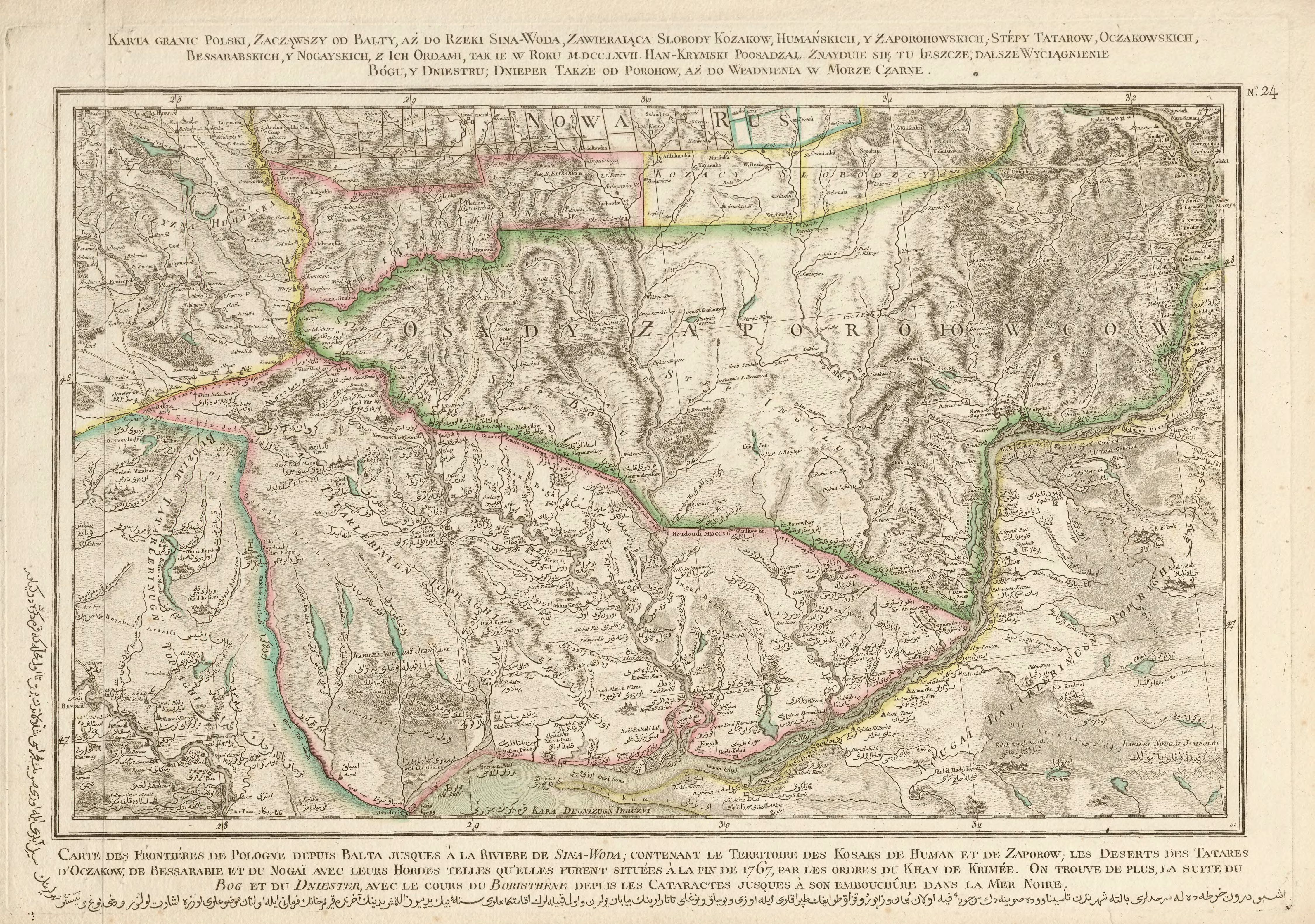
Запоріжжя.

Гетьманщина за правління Богдана Хмельницького охоплювала землі площею понад 200 000 км². Західний кордон відповідав західній межі Брацлавського воєводства Речі Посполитої, північний і східний кордони — рубежам Київського і Чернігівського воєводств. Південні землі межували з Кримським ханатом, а після Вічного миру з кордонами Низового козацтва. У 1650-х роках козацька держава деякий час контролювала частину Південної Білорусі.

## Історія

### Заснування

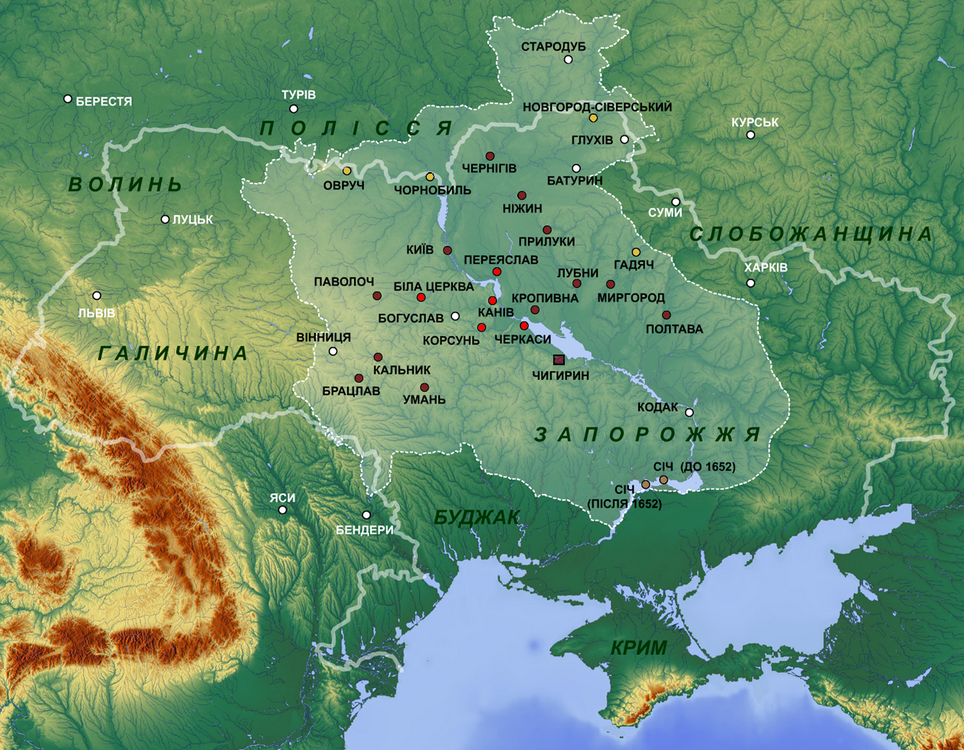
Кордони Гетьманщини (1649—1654) на тлі сучасних кордонів України.

Гетьманщина виникла в результаті великого козацького повстання в Речі Посполитій, яке спалахнуло 1648 року в українських землях під проводом Богдана Хмельницького. Причинами повстання були корупція королівських урядів Речі Посполитої, соціальне безправ'я, активізація діяльності православної церкви та зростання чисельності козацтва попри обмеження уряду. За влучним описом тогочасного становища Річ Посполита являла собою:
|  | рай для шляхти, Небеса для євреїв, пекло для селянОригінальний текст (лат.) [coelum nobiliorum, paradisus Judaeorum et infernus rusticorum] Помилка: {{Lang}}: текст вже має курсивний шрифт (допомога) |

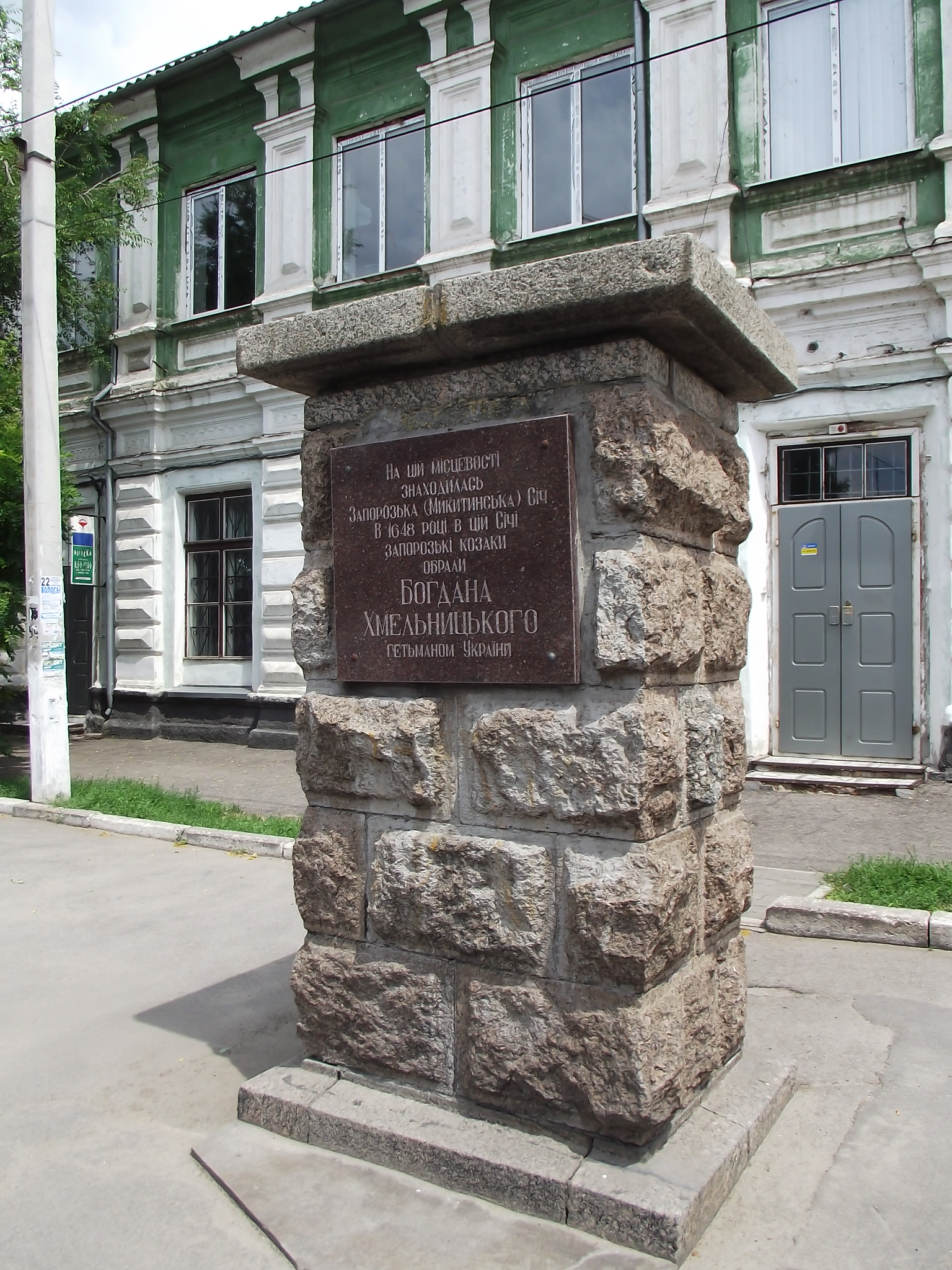
Місце де Хмельницького було обрано гетьманом (сьогодні Нікополь)

Соціальні та релігійні утиски, економічний гніт магнатів стали причинами фанатичної ворожнечі між козаками та шляхтою. Перші перемоги повстанців над королівськими військами під Жовтими Водами, Корсунем, Пилявцями сприяли розширенню соціальної бази повстання українськими селянами, міщанами та шляхти. Бунти поступово охопили всі руські воєводства Корони, а згодом перекинулись на білоруські воєводства Литви. На початку 1649 року Київ зустрічав гетьмана Хмельницького як «Мойсея, спасителя, освободителя й визволителя народу з лядської неволі». Початково повстанці прагнули встановлення козацької автономії в Наддніпрянщині, проте на переговорах з королівськими емісарами під Замостям 1649 року вже мали намір «вибити з лядської неволі… народ увесь руський», «всю Русь по Львів, Холм і Галич». Реалізації планів завадила зрада козацького союзника, татарського хана, під час битв під Збаражем і Зборовом. Хмельницький був змушений укласти з королем Речі Посполитої Яном II Казимиром Зборівський договір. За цим договором Військо Запорозьке отримувало автономію, очолювану гетьманом, у складі трьох воєводств — Київського, Чернігівського і Брацлавського, а також східних районів Волині та Поділля.
Зборівська угода не влаштовувала ні козаків, ні корону. 1650 року обидві сторони стали готуватися до нової війни. Вирішальна битва відбулася 1651 року під Берестечком, де козаки зазнали нищівної поразки через відступ татарських союзників з поля бою. Ця поразка перетворила повстання з громадянської козацько-шляхетської війни на війну українсько-польську. Під Білою Церквою Хмельницький був змушений підписати нову мирну угоду. За Білоцерківським договором 1651 року козацька автономія обмежувалася лише Київським воєводством. Оскільки ратифікація договору була зірвана в Сеймі Речі Посполитої, козацька сторона розпочала нові воєнні дії. 1652 року вояки Хмельницького помстилися противнику під Батогом, але 1653 року знову були зраджені татарами під Жванцем.

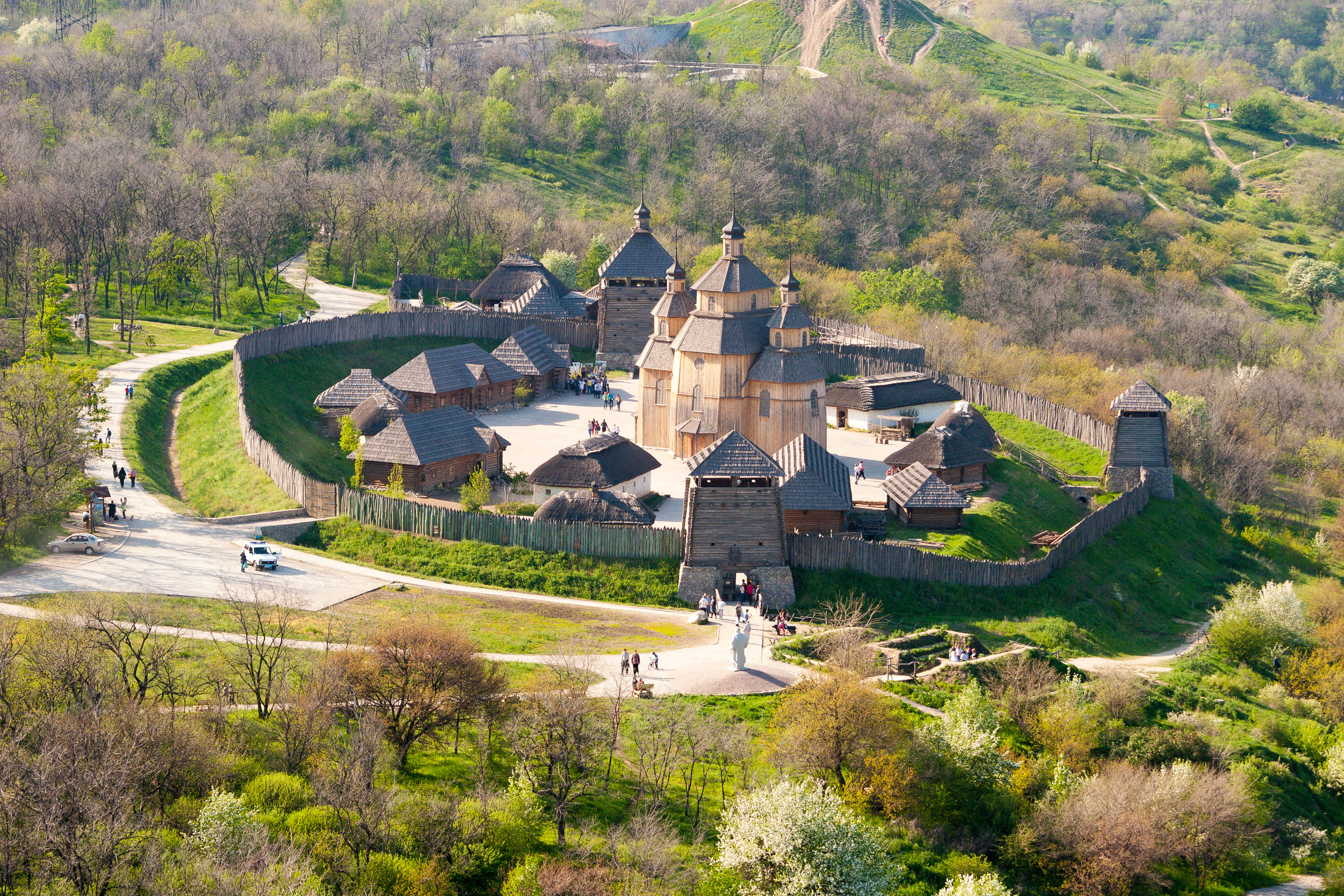
Запорізька Січ (реконструкція)

В результаті перманентних воєн з Річчю Посполитою козацька Гетьманщина фактично опинилася незалежною, але не мала міжнародного юридичного визнання. Ненадійність союзу із Кримським ханством змушувала Хмельницького шукати поміч в боротьбі проти Варшави за кордоном. Серед кандидатів, які могли прийняти козаків під протекторат, гетьман розглядав Османського султана Мехмеда та Московського царя Олексія. В результаті тривалих переговорів козацька сторона обрала останнього. 1654 року на Переяславській раді Хмельницький зі старшиною присягнули на вірність цареві в обмін на визнання самоврядування Гетьманщини та оголошення війни Речі Посполитій. Додаткові умови московсько-козацького союзу визначалися Березневими статтями, які були підписані гетьманом того ж року.
Навесні 1654 козацько-московитське військо вдерлося на територію Литви. Козаки самостійно захопили землі Білої Русі, і спільно із московитами здобули столицю Вільню. У відповідь, армія Речі Посполитої, разом із кримськими татарами, розпочала похід на українську Брацлавщину. Хмельницький спинив супротивника 1655 року в битві під Охматовим. Воєнним послабленням Речі Посполитої скористалася Шведська імперія. 1655 року шведський король Карл X розпочав війну проти Речі Посполитої у Балтії. Наступного року, боячись посилення шведів в регіоні, Московське царство оголосило їм війну й уклало з Річчю Посполитою сепаратний Віленський мир. Московити не допустили козаків до переговорів з поляками й противилися приєднанню Південної Білорусі до Гетьманщини. Через порушення Переяславських домовленостей Хмельницький уклав угоду зі Шведською імперією і Трансильванським князівством, ворогами Московського царства, й далі боровся проти Речі Посполитої. Він також відновив дипломатичні контакти з Кримом, вбачаючи небезпеку козацькому суверенітету з північного сходу.

### Громадянська війна
У вересні 1657 року, після смерті Хмельницького, на старшинській раді в Чигирині новим гетьманом обрали генерального писаря Івана Виговського. Проти цього рішення виступили січовики, яких не запросили на раду, та полтавський полковник Мартин Пушкар, що очолив супротив сил, які не визнали нові порядки з реставрації шляхетсько-панського устрою. Разом із кошовим отаманом Яковом Барабашем, полковник підняв повстання на Лівобережній Україні й закликав на допомогу єдиного можливого союзника — Московське царство. Цар початково намагався замирити сторони, згодом надсилав військо, яке мало підтримати або гетьмана, у разі відсилу татар, або повсталих у разі невиконання цієї умови. За рік гетьману вдалося збройно придушити опозицію. Опісля відверто пропольської політики Виговського, зважаючи на подальшу відкриту підтримку антигетьманських сил московським урядом, він продовжив курс на вихід з царської протекції. 1658 року під Гадячем козацька рада разом із емісарами Речі Посполитої ухвалила подану гетьманом угоду про повернення України під владу короля. Гадяцький трактат спирався на ідею перетворення Речі Посполитої на союз Польщі, Литви і козацької Русі. У відповідь Московське царство вислало в Україну військо, яке однак розбили Виговський і його союзники 1659 року під Конотопом. Попри перемогу, гетьман не зміг нею скористатися — Варшавський сейм урізав підписаний на переговорах текст Гадяцької угоди. Це викликало обурення усього козацтва та сприяло відновленню промосковських впливів на Лівобережжі. Паралельно з цим січовики під проводом Івана Сірка самовільно здійснили похід на союзницький Виговському Крим. У вересні 1659 року гетьмана скинули на чорній раді під Германівкою за те, що «запродав Україну ляхам». Виговський врятувався втечею, а замість нього у Білій Церкві обрали новим гетьманом 18-річного Юрія Хмельницького, сина покійного Богдана.
1659 року, під тиском московської сторони, молодий Хмельницький підписав Переяславські статті. Вони повертали Гетьманщину в орбіту Московського царства, обмежували козацьке самоврядування і права Київської митрополії. Статті спричинили розкол козацької старшини на лівобережну промосковську і правобережну антимосковську. Сподіваючись на підтримку козаків у боротьбі проти Речі Посполитої, 1660 року царський уряд розпочав наступ на Правобережжя, але зазнав поразки від війська Речі Посполитої під Чудновим. Через це Хмельницький підписав з поляками Слободищенський трактат — новий договір про перехід Гетьманщини під протекцію короля Речі Посполитої. Козацька рада в Корсуні схвалила угоду, проте полки Лівобережжя її не визнали. Вони залишилися вірними Московському царству і обрали наказним гетьманом Якима Сомка, дядька молодого Хмельницького. Між козаками обох берегів Дніпра спалахнула громадянська війна, яка отримала назву Руїни.

Іван Виговський 1657
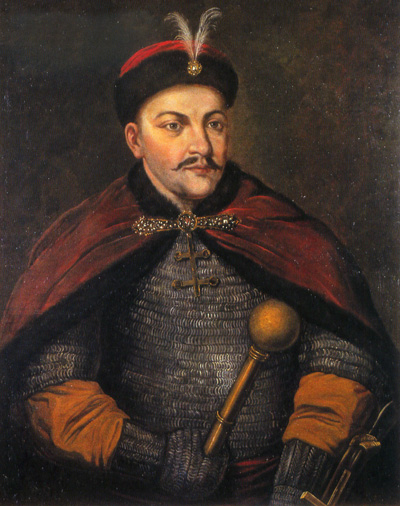
Юрій Хмельницький 1660
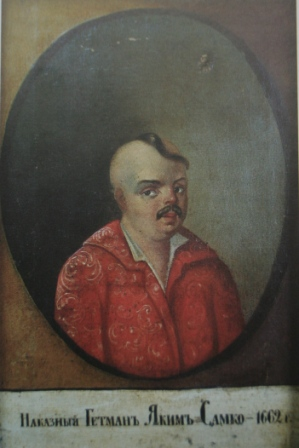
Яким Сомко 1662
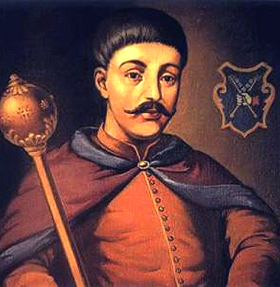
Іван Брюховецький 1663

Протягом 1661—1662 років Хмельницький без успіху намагався знищити Сомка, але був остаточно розбитий під Каневом. 1662 року безталанний гетьман склав з себе булаву, ставши ченцем. 1663 року чигиринська рада правобережної старшини обрала новим головою держави Павла Тетерю. Одночасно, на Чорній раді під Ніжином, лівобережні козаки скинули Сомка і обрали своїм гетьманом Івана Брюховецького. У 1664—1665 роках війська обох берегів продовжили даремну міжусобну війну, в ході якої авторитет двох гетьманів занепав. В результаті, Тетеря зрікся булави і втік до Речі Посполитої. Брюховецький, підписавши 1665 року Московські статті, спробував заручитися підтримкою царського уряду. За цими статтями українське некозацьке населення Лівобережжя передали під юрисдикцію московського уряду, а основні українські міста, включно з Кодаком над Запорожжям, віднині контролювали московські війська.

### Поділ Гетьманщини
Після втечі Тетері, новим гетьманом на Правобережжі обрали Петра Дорошенка. Він придушив промосковську опозицію на підвладній території, відновив переговори з Османською імперією про протекторат і, за підтримки кримських татар, розпочав війну проти Речі Посполитої, сподіваючись «вигнати усіх ляхів з України до Польщі». Ці дії підштовхнули Річ Посполиту і Московське царство до миру[джерело?]. 1667 року вони уклали сепаратний Андрусівський договір, що юридично закріпив поділ Гетьманщини по Дніпру на Правобережжя і Лівобережжя. Угода перекреслювала боротьбу козаків за власну державу й викликала загальне обурення по обидва боки Дніпра. 1668 року старшинські ради скликані в правобережному Чигирині і лівобережному Гадячі прийняли однакові ухвали — прийняти протекцію султана. На Лівобережжі спалахнуло антимосковське повстання. Під Диканькою, на Лівобережжі, відбулася зустріч гетьманів Дорошенка і Брюховецького. Однак на ній рядові козаки розірвали останнього як запроданця Москви. Дорошенко проголосили гетьманом обох берегів Дніпра. Він розбив московське військо і повернувся до Чигирина, залишивши оборону лівого берега чернігівському полковнику Дем'янові Многогрішному. Проте вже 1669 року, за відсутності Дорошенка, частина лівобережної старшини, за намовлянням православного архієпископа Лазаря Барановича, оголосила Многогрішного гетьманом і схвалила підписання Глухівських статей — нового договору про московську протекцію над козаками. Через симпатію Многогрішного до Дорошенка він швидко позбувся булави. 1672 року московські війська оточили Батурин, арештували гетьмана й, після тортур у Москві, заслали до Сибіру. На новій козацькій раді, що проходила на московській території біля Путивля, в оточенні московських вояків, обрали нового гетьмана — генерального писаря Івана Самойловича, одного з донощиків на Многогрішного. Він підписав нові Конотопські статті, які позбавляли Гетьманщину права здійснювати самостійну зовнішню політику і позбавляли простих козаків права обирати гетьмана.
На тлі поступового поглинання Лівобережжя московитами і внутрішньої анархії, 1669 року правобережний гетьман Петро Дорошенко прийняв під Корсунем протекторат османського султана. Цей крок різко знизив його популярність серед козаків і посполитих, спричинивши появу двох самопроголошених правобережних гетьманів — запорозького Петра Суховія й пропольського Михайла Ханенка. Пряма збройна підтримка антидорошенківських сил Річчю Посполитою змусила султана Мехмеда IV втрутитися у конфлікт. 1672 року османські війська захопили Поділля, Брацлавщину, південну Київщину і змусили поляків підписати Бучацький мир. Дорошенко відновив свою владу, але через татарські грабунки та насильницьку ісламізацію, українське населення Правобережжя заходилося тікати на лівий берег Дніпра, Слобожанщину, Галичину і Волинь. 1674 року лівобережні козаки Самойловича разом із московським військом вдерлися на правий берег і 1676 року позбавлений підтримки Дорошенко капітулював, здавши гетьманську столицю Чигирин з клейнодами. Ці події розв'язали московсько-турецьку війну, в результаті якої османсько-татарська армія дощенту зруйнувала козацьку столицю. Аби позбавити противника підтримки, лівобережний гетьманський уряд насильно вивіз усе населення Подніпров'я на лівий берег. Війна скінчилася укладанням Бахчисарайського миру 1681 року. За цим договором московсько-османський кордон встановлювався по Дніпру; Дніпровсько-Бузьке межиріччя на 20 років мусило бути незаселеним. 1686 року Московське царство і Річ Посполита уклали Вічний мир, який так само закріплював між ними поділ Гетьманщини. На Лівобережжі винуватцем розшматування козацької держави між Московським царством, Річчю Посполитою і Османською імперією, вважали Самойловича. Після безуспішного Кримського походу 1687 року, на нього склали донос, арештували й заслали до Сибіру. Паралельно з цим на Правобережжі поляки остаточно скасували козацьке самоврядування і полковий устрій в 1699 році. В результаті Гетьманщина далі існувала лише на лівому березі Дніпра.

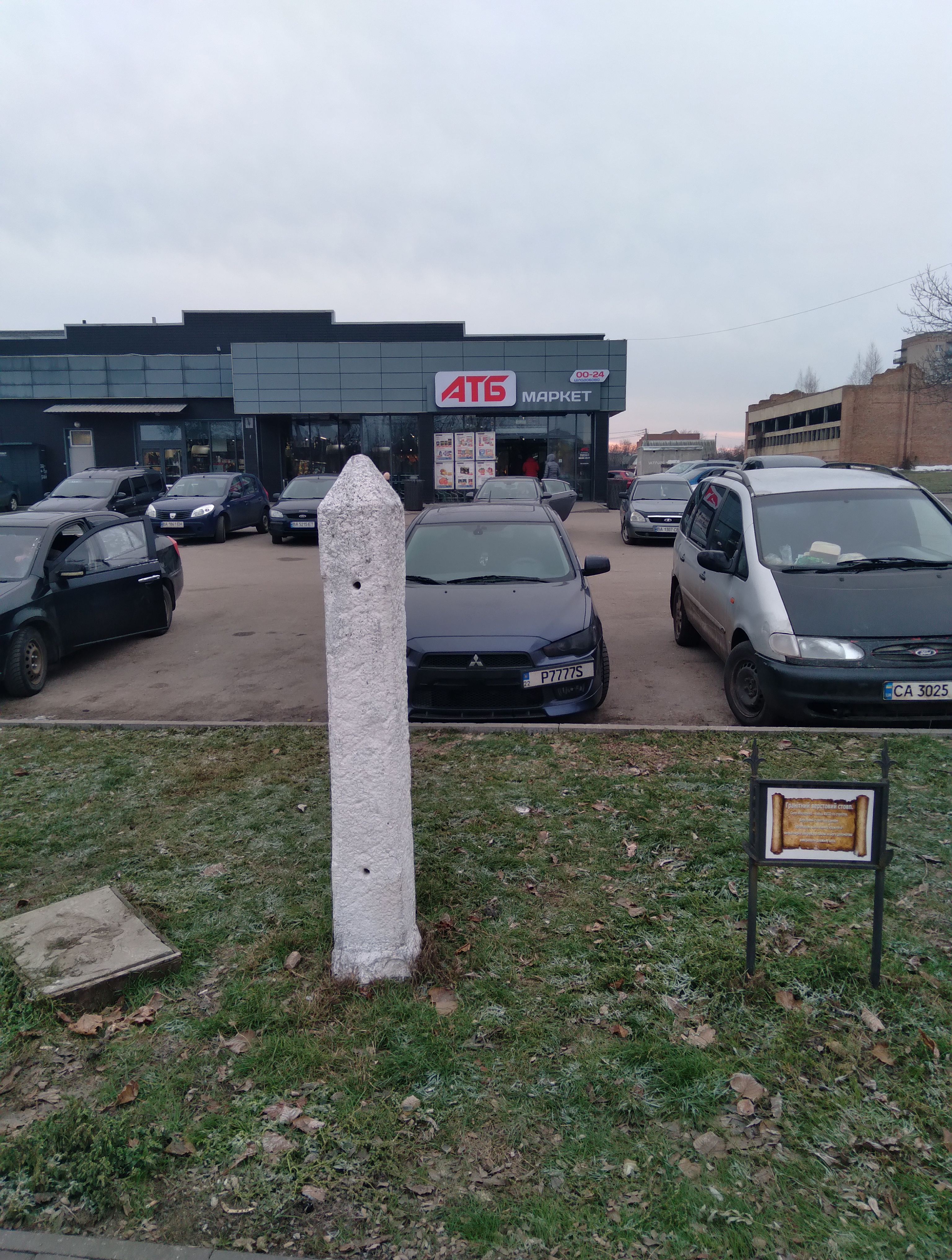
Один з унікальних верстових стовпів, якими козаки позначали свою територію

У Гетьманщині привілейованою соціальною групою було козацтво. Приналежність чоловіка до козацького стану зобов'язувала його власним коштом нести військову службу, але при цьому звільняла від сплати податків, давала право землеволодіння. Офіційно до козацького стану в другій половині XVII — першій половині XVIII століть належало 20—60 тисяч осіб. Козацька старшина була в Гетьманщині керівною соціальною групою. Наприкінці XVII—XVIII століть існувала привілейована група «знатних товаришів». У XVIII столітті більше третини земель Гетьманщини перебувало у власності старшини.

### Мазепа
1687 року внаслідок Коломацького перевороту Самойловича скинули, а новим гетьманом козацької держави обрали Івана Мазепу. Після обрання він підписав з московським урядом Коломацькі статті, які сильно урізали автономію Гетьманщини.

Гетьманщина у XVIII столітті (позначена синім, жовтим — Військо Запорізьке Низове, зеленим — Слобідські полки)

За часів головування Мазепи на території Лівобережжя громадянські війни були припинені. Тут сформувалися норми суспільного устрою, які визначали політичне обличчя козацького краю впродовж усього 18 століття. Зусиллями Мазепи була встановлена нова форма поміщицького землеволодіння, запроваджено панщину, елементи кріпацтва та розпочато денаціоналізацію козацької верхівки. Курс гетьманського уряду на повернення до політично-соціального устрою, що передував Хмельниччині, був непопулярним серед населення. Обурення також викликала лояльність Мазепи до Московського царства. Українці мусили збройно і господарчо підтримувати московський похід на Кримське ханство 1689 року, а також антиосманські азово-дніпровські війни Петра І в 1695—1699 роках. 1692 року гетьман придушив антигетьманський переворот Петра Іваненка, організований за підтримки татар.
- 1699 — Повстання Палія
- 1704 — Похід Мазепи на Правобережжя
- 1708 — Союз з Шведською імперією → розкол старшини
- 1708 — Батуринська трагедія
- 1709 — Битва під Полтавою
- 1710 — Конституція Пилипа Орлика

### Занепад

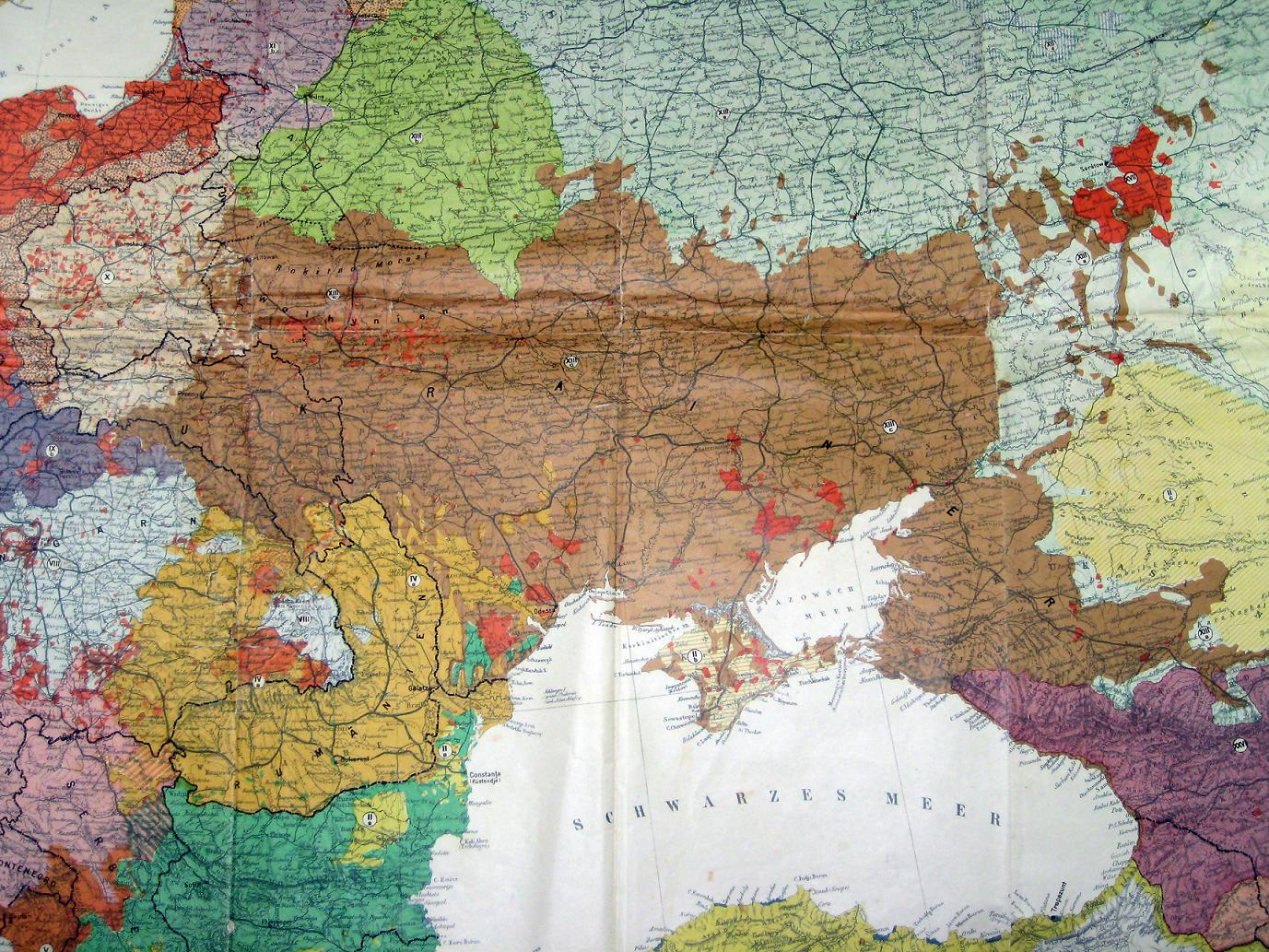
Українська етнічна територія

- 1715 — ліквідація виборності посад.
- 1722 — Малоросійська колегія (перша)
- 1723 — Арешт Полуботка
- 1728 — Рішительні пункти (Апостол)
- 1734 — Правління гетьманського уряду (Шаховський)
- 1750 — відновлення гетьманства (Розумовський)
- 1754 — ліквідація українсько-російського митного кордону
- 1764 — ліквідація гетьманства, друга Малоросійська колегія
- 1781 — ліквідація полково-сотенного устрою, утворення намісництв
- 1783 — закріпачення селян
- 1791 — місія Капніста до Пруссії з метою відновлення незалежності.

## Адміністративний поділ

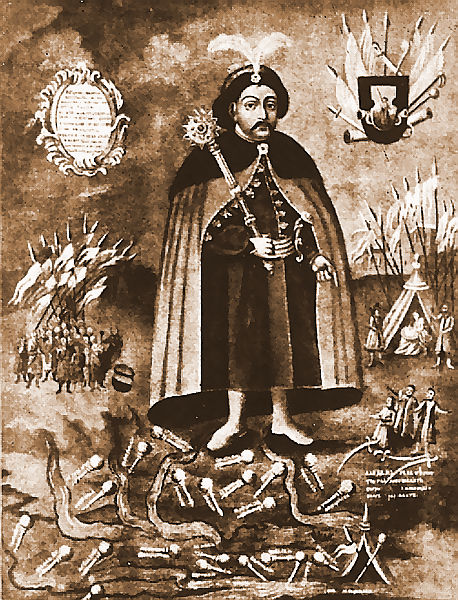
Портрет Богдана Хмельницького в Іллінській церкві в Суботові (XVII—XVIII ст.).
Під Хмельницьким зображена карта України, де булавами виділено окремі полки, а під булавами вони підписані. Ліворуч від гетьмана під розгорнутими корогвами зображено групу козацької старшини. Праворуч — Гетьманське шатро з прапорами, а зверху — емблема Війська Запорозького.

В часи Хмельниччини адміністративний поділ Гетьманщини повторював структуру Війська Запорозького і відповідав ієрархії бойових підрозділів, забезпечуючи швидку мобілізацію козацтва. Найнижчою територіальною і військовою одиницею був курінь, до якого входило декілька десятків козаків певного населеного пункту. Очолював курінь виборний курінний отаман, а місцеву громаду, що забезпечувала його, — виборний війт. Курені об'єднувалися у сотні, що складалися з 200—300 вояків. Їхніми центрами були сотенні містечка. Військовими питаннями сотні керував призначений полковником сотник, а цивільними — городовий отаман разом із органами міщанського самоврядування. Сотня мала власну сотенну старшину — осавула, писаря і хорунжого. Найвищою адміністративно-територіальною одиницею Гетьманщини був полк. Він складався з декількох сотень й очолювався полковником, що призначався гетьманом. Центром полку було полкове місто, в якому цивільними справами завідував городовий отаман, а міщанськими — органи самоврядування. В ньому засідала полкова адміністрація — осавул, обозний, суддя, писар, хорунжий. Кількість полків не була сталою, коливаючись від 16 і більше. Автономною одиницею в складі Гетьманщини була Запорозька Січ, котра підлягала безпосередньо гетьману, не входячи до жодного з полків і обираючи власного кошового отамана.
На 1649 рік в Гетьманщині нараховувався 21 полк:
| Герб | Назва полку          | Герб | Назва полку         |
| ---- | -------------------- | ---- | ------------------- |
|      | Білоцерківський полк |      | Могилівський полк   |
|      | Борзнянський полк    |      | Паволоцький полк    |
|      | Брацлавський полк    |      | Переяславський полк |
|      | Гадяцький полк       |      | Полтавський полк    |
|      | Іркліївський полк    |      | Прилуцький полк     |
|      | Ічнянський полк      |      | Сосницький полк     |
|      | Кальницький полк     |      | Уманський полк      |
|      | Канівський полк      |      | Черкаський полк     |
|      | Київський полк       |      | Чернігівський полк  |
|      | Корсунський полк     |      | Чигиринський полк   |
|      | Лубенський полк      |      | Запорозька Січ      |

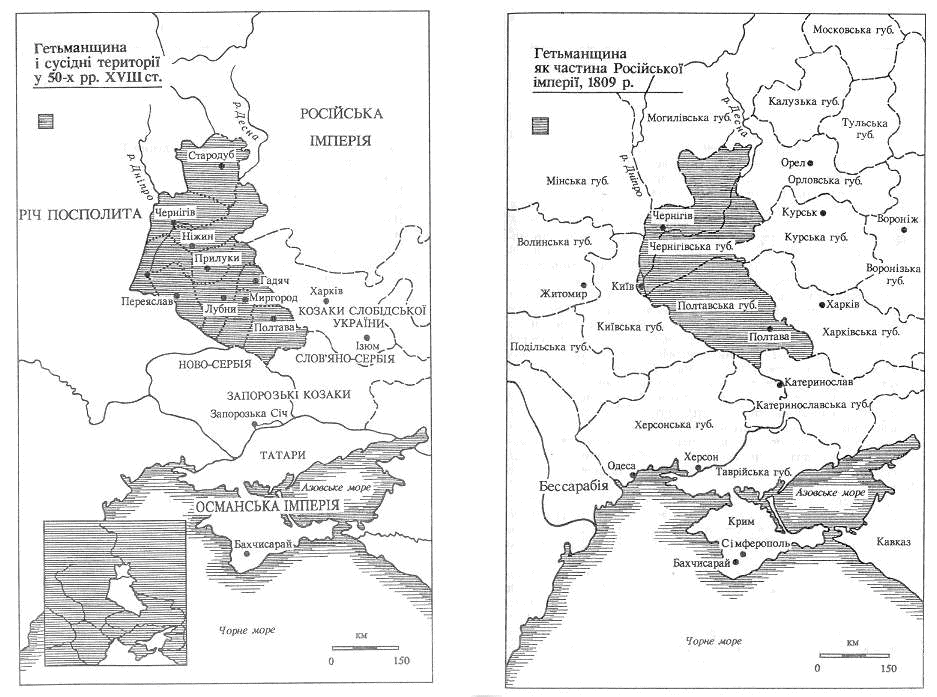
Мапа Гетьманщини (1750)

Після Андрусівського розколу та скасування полкового устрою на Правобережжі, Гетьманщина далі існувала лише на Лівобережжі. На 1712 рік вона складалася з 10 полків:
| Герб | Назва полку        | Герб | Назва полку         |
| ---- | ------------------ | ---- | ------------------- |
|      | Гадяцький полк     |      | Переяславський полк |
|      | Київський полк     |      | Полтавський полк    |
|      | Лубенський полк    |      | Прилуцький полк     |
|      | Миргородський полк |      | Стародубський полк  |
|      | Ніжинський полк    |      | Чернігівський полк  |

Столиця держави розташовувалася на місці гетьманської резиденції. За час існування Гетьманщини нею були міста Чигирин, Батурин, Глухів. Тут зберігалися державні клейноди — гетьманська булава, корогви, гетьманський бунчук і печатка Війська Запорозького.

## Державний устрій

### Влада
Система влади в Гетьманщині була закладена під час Хмельниччини. В середині XVII століття вона нагадувала військову диктатуру з елементами народовладдя. З кінця XVII століття ця система еволюціонувала в бік монархічно-республіканської системи зразка Речі Посполитої.
Главою держави був гетьман. Він обирався пожиттєво на козацькій раді загальним, відкритим голосуванням. Гетьман уособлював верховну виконавчу і судову владу, був керівником центрального апарату, головою усіх станів.
Верхівку влади складала генеральна старшина. В часи Хмельниччини її називали військовою старшиною. До її складу входили обозний, суддя, писар, два осавули, хорунжий і бунчужний, підскарбій. Генеральний писар керував ГВК, що виконувала роль уряду. Генеральний обозний очолював армату, мав повноваження заступника гетьмана, у разі потреби обіймав посаду наказного. Генеральні судді завідували судочинством. Генеральний суддя вершив суд над державними злочинцями, розглядав апеляції і прохання про помилування, контролював роботу місцевих судів. На засідання Генерального суду скликали підконтрольних генеральному судді суддів з міст і селищ. Всі судді були виборними. Генеральний підскарбій відповідав за Військову скарбницю, реформовану у Генеральну скарбову канцелярію. Осавули, хорунжі й бунчужні виконували функції гетьманських генерал-ад'ютантів. Генеральна старшина формувала при гетьмані дорадчий орган — Раду старшини.
Джерелом влади і захисником суверенітету держави були виключно представники козацького стану. Решта станів були усунені від державного управління. Деякі міста та монастирі користувалися Магдебурзьким правом чи самоврядуванням.
Гетьманщина поєднувала в собі риси республіканського і авторитарного ладу. Вищу владу представляли три органи — ГВР, гетьман і рада генеральної старшини. Хоч вищим органом влади була ГВР, гетьман і генеральна старшина, як правило, маніпулювали цією радою і значення останньої поступово зменшувалося. Цьому сприяв і порядок прийняття рішень Генеральною радою: натовп піднімав руки, шаблі, підкидав шапки, через що застосовувалася акламація. Хмельницький поволі
відмовився від їх скликання, вирішуючи справи одноособово або переносячи їх розгляд на старшинську раду. Утім потреба в скликанні ради диктувалася необхідністю зміцнення гетьманської влади в умовах наростання старшинської опозиції. Після його смерті, в умовах загострення політичної боротьби, значення загальної ради істотно посилилося.
На думку Віктора Горобця, через низку обставин з кінця 1650-х років інститут Генеральних рад отримав підтримку з боку московської влади. Головна причина зацікавленості московської сторони у збереженні інституту та розширення його функцій крилася в усвідомленні можливостей успішнішого маніпулювання настроями учасників широкого зібрання козацтва порівняно з тиском на кількісно вужчу та фахово ліпше підготовлену групу вищої і середньої козацької старшини.
На різних етапах історичного розвитку співвідношення владних повноважень головних елементів політичної системи Гетьманату — Генеральної ради, старшинської ради, гетьмана та генеральної старшини і полковників — не залишалося незмінним, зазнавало принципових змін. Унаслідок чого політичний режим в одних випадках набував ознак, характерних для авторитарного правління, в інших — олігархічного.
Авторитарний режим встановився у гетьманство Хмельницького, Дорошенка, Ігнатовича, Самойловича та другої половини правління Мазепи. В усіх цих гетьманів, на певних етапах, з'являлися плани заснування власних правлячих династій, заміни авторитарного режиму монархічним спадковим правлінням. Типовими олігархічними режимами було гетьманування Виговського, Юрія Хмельницького, Скоропадського, Полуботка та Апостола.
Політична влада в Гетьманаті за своєю суттю була моноцентричною — центром ухвалення рішень виступав гетьманський уряд і центральні органи управління, яким підпорядковувались усі місцеві структури козацького врядування. Гетьманату був притаманний вищий рівень централізації влади у порівнянні з Річчю Посполитою, але слабший за державну практику РІ. В козацькій Україні зберігалося міське самоврядування та доволі впевнено, особливо з 1710-х років, почувалися на місцях представники полкової влади. Окремі з полковників, що мали потужну підтримку місцевих еліт, або високих покровителів в оточенні російського монарха, не надто залежали від гетьманської влади і, відповідно, не вельми зважали на її розпорядження. Особливого розвитку ці негативні явища набули в часи гетьманування Івана Скоропадського.
Із запровадженням в Україні 1722 року Малоросійської колегії розпочалася уніфікація із загальноімперськими зразками норм організації державного життя, функціонування діловодства, впровадження у правове поле російських юридичних кодексів, мобілізації матеріальних ресурсів краю на загальноімперські потреби тощо. Російська влада вчинила спробу де-факто ліквідувати інститути гетьманства і генеральної старшини, підмінити формально виборну полкову адміністрацію призначеними з центру російськими офіцерами, трансформувати судову і фінансові системи.

### Судова система
Унаслідок Козацької революції традиційна судова система Речі Посполитої була демонтована, а судоустрій значно спрощений. На перший план у судовому провадженні вийшло звичаєве право. Проте вже з кінця XVII століття в українських судах, особливо на полковому рівні, починають знову застосовувати правові кодекси, відомі з річпосполитської доби: Литовські статути, Магдебурзьке право, Саксонське зерцало. Унаслідок цього роль звичаєвого права поступово зменшувалась.
Судові органи формувалися навколо посадових осіб козацької адміністрації — гетьмана, полковників і сотників, багато в чому переймаючи елементи судочинства Речі Посполитої. Структура судів загального типу була тісно пов’язана з адміністративним устроєм Гетьманщини: існували чотири рівні — низовий, сотенний, полковий і центральний (гетьманський). Адміністративні керівники водночас очолювали відповідні судові інстанції.
На центральному рівні діяли суд гетьмана, Генеральна військова канцелярія та Генеральний військовий суд. Останній вважався найвищим судовим органом Гетьманщини. Його очолювали два генеральні судді, а до розгляду справ залучалися генеральні старшини й представники старшинської верхівки. Генеральний суд розглядав переважно земельні спори, цивільні позови, а також апеляції у кримінальних справах. Генеральна військова канцелярія виконувала функції апеляційного органу у важливих карних та цивільних справах. Суд гетьмана мав найвищу юрисдикцію, а його рішення, як правило, не підлягали оскарженню.
До місцевих судів належали:
- суд сільського отамана — розглядав незначні карні й цивільні справи;
- сотенні суди — діяли при сотенній адміністрації (сотник, писар, підсудки, городовий отаман);
- полкові суди — складалися з полковника, полкового судді, старшин, писаря та значкових товаришів.

Окрім загальних, функціонували також станові суди, що обслуговували окремі соціальні групи:
- міщанські суди — магістратські (магдебурзьке право) й ратушні (так звані «мейські» суди), де правосуддя здійснювали бурмістр, війт, райці, лавники, писар і козацька старшина;
- селянські суди — сільські суди війтів та панські суди;
- церковні суди — діяли для духовенства і віруючих: протопопівські, єпархіальні, єпископські та суд Київської митрополичої консисторії.

Також існували спеціалізовані суди: цехові, ярмаркові, митні, мирові, а також суди для окремих етнорелігійних громад. Вони розглядали корпоративні, майнові чи внутрішні спори в межах відповідних спільнот, базуючись на загальних принципах судочинства.

### Військо

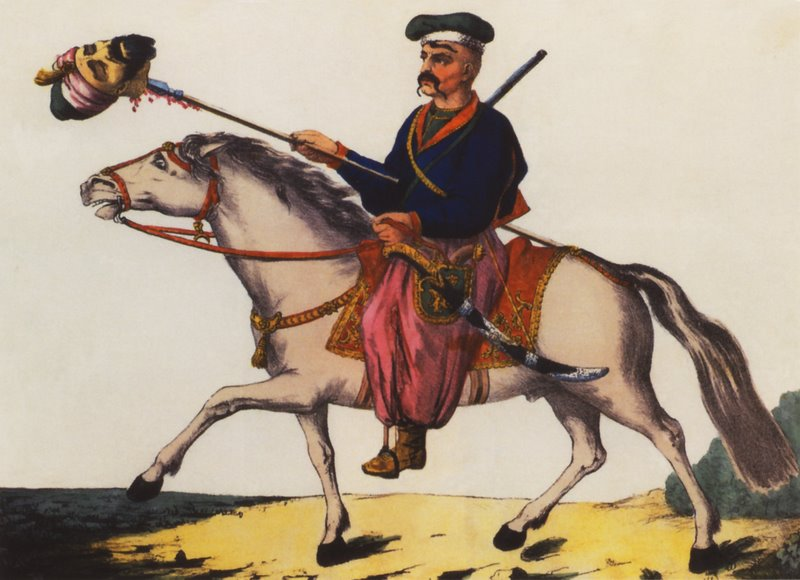
Козак-переможець

### Міжнародні відносини

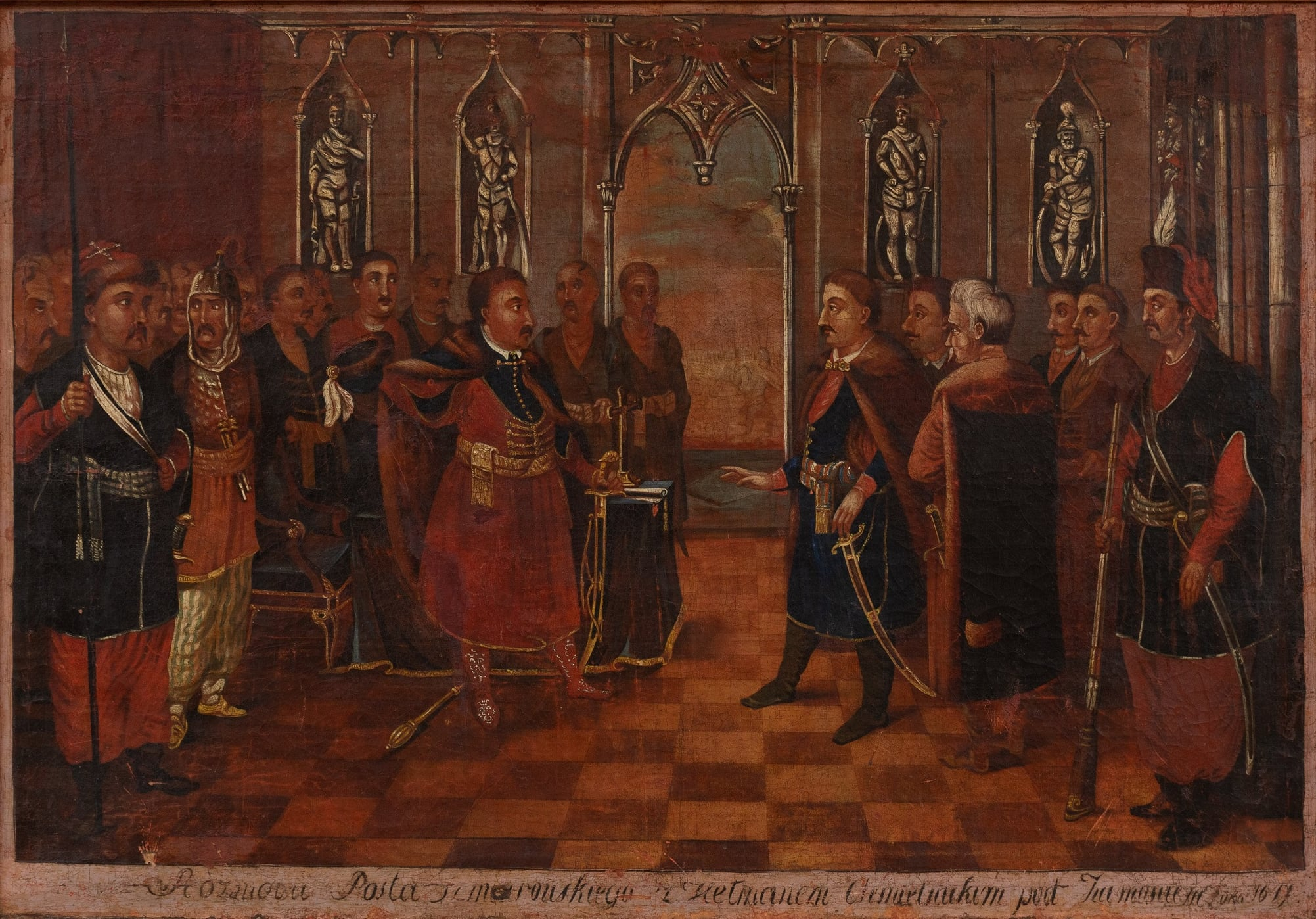
Яків Смяровський посланник короля Речі Посполитої Яна II Казимира до Богдана Хмельницького біля Замостя 1649 року.

- Кримське ханство

- Молдавське князівство

Розанда Лупул
- Московське царство

Березневі статті · Переяславські статті · Слободищенський трактат · Батуринські статті · Московські статті · Глухівські статті · Корсунська угода · Острозька угода · Конотопські статті · Коломацькі статті · Московські статті (1689) · Решетилівські статті · Рішительні пункти
- Пруссія

Після ліквідації Гетьманщини Російською імперією колишня козацька старшина делегувала Василя Капніста до Пруссії в 1791 році. Він намагався встановити контакти з Евальдом Фрідріхом фон Герцбергом щодо надання допомоги антиросійському повстанню в Україні.
- Річ Посполита

Зборівський договір · Білоцерківський мир · Гадяцький договір · Підгаєцька угода
- Трансильванське князівство

- Шведська імперія

Корсунський договір · Шведська угода · Конституція Пилипа Орлика
- Османська імперія

Корсунська угода

## Населення
Населення Гетьманщини в часи Хмельниччини дорівнювало близько 3 млн осіб. Існувала фактична всестанова рівність з розподілом обов'язків станів без виділення жодного з них у привілейовану верству.
У часи Руїни, внаслідок безперервних бойових дій, сильно скоротилося населення Правобережжя. За ініціативи Московського царства, протягом 1674—1678 років, населення подніпровської смуги правого берега, від Києва до Чигирина, насильно перевезено урядом гетьмана Івана Самойловича на Лівобережжя та Слобожанщину. Частина біженців рятувалася втечею на Галичину і Волинь. Населені пункти й рештки фортифікацій знищили, аби покласти край існуванню Черкаського, Канівського, Чигиринського та Корсунського полків, що були опорою Петра Дорошенка. Існування безлюдної пустки на Правобережжі було вигідно Московському царству, Речі Посполитій та Османській імперії, які юридично закріпили її Бахчисарайським (1681) і Вічним мирами (1686). Операції насильницького переселення українців на лівий берег Дніпра отримали назву «Великого згону». До XVIII століття район Подніпров'я залишався незаселеним.
За гетьманування Івана Мазепи склалися норми соціального ладу, які збереглися впродовж усього XVIII століття. Козацтво остаточно заступило політичне місце шляхти. Практика Мазепи жалувати родичам генеральної, полкової і сотенної старшини титули знатних товаришів — бунчукового, значкового і військового — сприяло оформленню спадкової привілейованої олігархічної групи, відмежованої від рядового козацтва. Титули урівнювали їхніх носіїв з посадовою виборною старшиною. Нова козацька аристократія називала себе шляхетською, підкреслювала свою пряму наступність від руської шляхти XVII століття, використовувала шляхетські герби, а також сповідувала ідеї сарматизму, що згодом став основою хозарського міфу про походження козаків. Згідно з дослідженнями гаплогруп, Y-хромосоми генетично належали до південного типу східних слов'ян. Інтенсивна участь кавказького чи азійського населення відсутні.
Разом з жінками і дітьми населення Гетьманщини на 1764 рік становило 2 048 000 осіб. У межах кордонів сучасної України в той час жило близько 8 млн осіб, тобто Гетьманщина складала 26 % усього населення.
Найгустіше населеними в Гетьманщині були Стародубський полк — 344 572 осіб, Лубенський — 294 920, Ніжинський — 288 666, Чернігівський — 203 112. У решті полків чисельність жителів коливалася у межах 140—160 тис. осіб. Полкові міста теж сильно різнилися за кількістю населення. У Полтаві жили близько 7 тис. осіб, у Ніжині — 5217, у Стародубі — 4210, у Переяславі — 1709.
На момент ліквідації в Гетьманщині проживало 1 027 928 дорослих чоловіків. Козаки складали одну десяту населення. До козацької старшини належало близько 2400 осіб, до виборних козаків — 176 000 осіб, до козаків-підпомічників — 198 осіб, інших козаків — 1000 осіб. Духівництво, шляхта й іноземні службовці не перевищували 11 000 осіб.
Шляхта мала майнові прерогативи і не була зобов'язана до військової служби. На середину XVII століття в Гетьманщині проживало близько 300 шляхетських родин, більшість представників якої стали козацькою старшиною або міщанами. Шляхтичі зберігали форму земського самоврядування, але не брали участі в керуванні державою.
Міщани зберігали при собі традиційні форми самоврядування. Під час Хмельниччини 50—80 % міського населення покозачилося. Проте у XVIII столітті, через відділення привілейованого козацького стану, існував бар'єр між міщанами й козаками.
Найбільшою категорією населення були селяни. Після Хмельниччини вони стали вільними землевласниками з правом володіння оброблюваною ними землею в обмін на сплату податків до військової скарбниці. До підсусідків належало 80 000 осіб, до селян з приватних маєтностей — 465 000 осіб, до селян з рангових маєтностей — 25 000 осіб, до селян інших категорій — 25 000 осіб.

### Житло
У будівництві протягом тривалого часу зберігався характерний для українського житла тип «хати на дві половини», але у козацької старшини вони різнилися кількістю кімнат та внутрішнім оздобленням. Інтер'єр осель козацької старшини багато в чому ще нагадував народні житла. Зберігалися традиції малювання віконець, дверей, колясок, дитячих візків. Внутрішні стіни жител оббивалися шпалерами. Кімнати прикрашалися килимами, які виготовляли місцеві майстрині. Печі для опалювання викладалися кахлями. Побут облаштовувався красивими речами. Купували дзеркала, люстри, багато красивого посуду — срібні, порцелянові сервізи, чайники, кавники, ложки і ложечки, ножі, пляшки для розливу пива, срібні таці, кубки, «пуздерка».

### Одяг та аксесуари
Одяг не лише виконує чисто утилітарну функцію, а й є предметом естетичних смаків, уподобань, що формують характерний для різних епох стиль. Загалом одяг старшинського соціуму, як чоловічий, так і жіночий, не відрізнявся від тогочасного східноєвропейського стилю. Чоловічі жупани, кунтуші, різні пояси носили і в Речі Посполитій, і в Україні, жіночий одяг — «сподніци, корсети (шнуровки)» характерні загалом для всієї Європи XVIII ст. Елементи вбрання різнилися, імовірно, деталями крою, декоративністю, тканини ж використовувалися спільні для всієї Європи: оксамит, атлас, парча, тафта, сукно, шовк, тонке полотно, які завозилося в Україну із Сілезії і Саксонії. Торгівля цими товарами велася дуже активно, що свідчить про попит на них. Звичайно, центром моди був Петербург, де намагалися копіювати стиль французького двору.
Цікаво, що одяг мав цінність не лише для жінок. Судячи з джерел, зокрема щоденників та описів майна, чоловіки також надавали значення своєму гардеробу, хоча він і не був таким різноманітним. Основний верхній чоловічий одяг — кунтуші, жупани або кафтани були традиційними протягом тривалого часу. Жупани або кафтани згадуються у документах XVI ст. Пояси шовкові та суконні були досить дорогими. Жупани і кунтуші в Україні, як і в Речі Посполитій, залишалися основним чоловічим одягом до кінця XVIII ст. Одяг козацької старшини свідчив про належність до певного соціуму, де панував прийнятий стиль. У той же час можна вже говорити й про формування індивідуального стилю, який вирізняв особу серед певної соціальної групи. Одяг також мав і родинну цінність. Традицією було залишати в родині одяг покійного, частину роздаровуючи після смерті. В старшинському соціумі серед речей, яким надавали великого значення, були коштовності. Це простежується за реєстрами посагу, заповітами, описами майна. Коштовності, а це прикраси із золота, срібла, різного дорогоцінного каміння — рубінів, смарагдів, сапфірів, діамантів, перлин, коралів, називалися «клейнодами» Вони використовувалися як капіталовкладення, скажімо, для забезпечення посагом дочок, а водночас мали символічну цінність, засвідчуючи статус свого господаря, а також були сімейними реліквіями.

### Їжа
Козацьке домогосподарство було важливим з огляду не лише на те, що воно становило головне джерело існування для його господаря та родини, а й було основною підмогою для несення воєнної служби. Від забезпеченості продовольством залежала боєздатність козацького війська, тривалість воєнних дій, а часто — результат усієї війни. Щоденною їжею була риба. Її сушили, солили, варили. Любили козаки вареники, галушки, борщ. На Кубані їли більше м'яса і м'ясних страв особливо птиці, свинини і баранини. Споживали козаки переважно варену, тушковану і печену їжу, таким чином, виробилися своєрідні смакові стереотипи й звички. Популярною їжею на Січі були кашоподібні страви з різних зернових: соломаха, тетеря, щерба, братко. Також часто готувалися й кулеші. Однією з особливостей харчування козаків було незначне споживання печеного хліба, адже борошна не завжди мали в достатній кількості. Одна з найвідоміших перших страв — «козацька тетеря». Прості та легкі в приготуванні страви були поживними, але насамперед — вони могли довго зберігатися. На похідну кухню відчувається також східний вплив. Тетеря й саламаха стали стравами, що сформувалися на степових просторах у тісному контакті з кочівниками.
М'ясо було істотним додатком до раціону козаків як влітку, так і взимку. Харчові запаси козаки поповнювали постійно. Особливо старалися ті, котрі мешкали в зимівниках. Їхнім головним завданням було постачання козацтву різних харчів — починаючи від м'яса, борошна, сала, круп і закінчуючи овочами та фруктами. Під час воєнних походів режим харчування був зовсім іншим, змінювався також і набір продуктів. Вирушаючи в похід, козак мав узяти із собою запас харчів на кілька місяців. Тому в дорогу брали те, що не псувалось і довго могло бути придатним для вживання. Основу раціону в походах становили сухарі, крупи, борошно, сало (сало — калорійний продукт — використовували більше про запас: його можна довго зберігати, а також застосовувати при консервуванні продуктів). Воду ж козаки возили в дерев'яних баклагах, прив'язаних до сідла. У походи також брали риболовні сітки. Серед солодких страв у козацькі часи були відомі: кваша, кутя з медом, кутя з маком і горіхами, рис з медом і корицею, кутя з ізюмом і горіхами, юха з сушених яблук, слив та вишень (узвар). Традиційними місцевими тонізуючими напоями були слабке пиво та фруктові кваси.
Їжа ділилася на щоденну і святкову, пісну і скоромну. Були відмінності в харчуванні заможних козаків і бідноти. Часто біднота задовольнялася порожнім борщем (без м'яса), рибою і квашеною капустою. Їжу варили в печі (взимку в будинку, кухні, влітку — в літній кухні або в літній печі на подвір'ї). У кожній родині була необхідна проста начиння: чавуни, миски, сковорідки, рогачі, кочерги.

### Дозвілля
Серед культурно-просвітницьких інтересів, що характеризують дозвілля козацької старшини, є захоплення музикою. В козацько-старшинському середовищі культивувалася любов до музики, співу, танців. Речі, які приносили естетичну насолоду, надавали комфортності повсякденному життю, були музичні інструменти. Поширення набули клавішні інструменти — клавіцимбал та клавікорд. Також скрипка та валторна, гуслі та бандура.
Перебуваючи у поході, старшина забавлялася танцями, у церковні свята співала на крилосі. Козаки надзвичайно захоплювались церковним співом.
Поширеним явищем культурного життя Гетьманщини були вистави так званих мандрівних дяків, студентів Києво-Могилянської академії чи колегіумів, які на канікулах заробляли гроші на життя та навчання, розігруючи популярні дійства — інтермедії. Сюжети для них брали з повсякденного життя. Глядачами була козацька старшина. Козацька старшина, як генеральна, так і полкова та сотенна, перебуваючи у Петербурзі та Москві, відвідувала придворні опери та вистави. Мав місце і такий вид інтелектуального провадження часу, як гра в шахи. Серед популярних занять у вільний час була гра в карти, особливо в зимовий період. У 1727 р. згадана така гра в карти, як пикет, ломбер, фанти. Грали на гроші, іноді розігрували, наприклад, коня. Часто старшина мала великі пасіки й ставилася до цього промислу не лише як до джерела прибутку, але й полюбляла там відпочивати. Також певним засобом відпочинку та релаксації в старшинському середовищі стало пиття кави.
Дозвілля козаків заповнювалось різноманітними фізичними вправами: змагання з плавання, бігу, веслування, боротьби, боїв навкулачки тощо. Всі ці та інші вправи мали військово-прикладну спрямованість і були хорошим засобом фізичної підготовки запорожців. Серед запорозьких козаків значного поширення набули різноманітні системи єдиноборств. Найвідоміша лягла в основу козацького танцю гопак.

## Економіка
Гетьманщина мала свій бюджет, свою фінансову систему і грошовий обіг. Існувала широка система податків у «Скарбницю Військову». Одним з найбільших джерел надходжень були податки на млини та броварні. Доходи з млинів («військову мірочку») збирали спеціальні «дозорці». Існували відкупи на горілку, дьоготь і тютюн. Значний збір надходив у Військову Скарбницю від пасік. Стягувалися проїзні, транзитні та внутрішні митні збори. У Гетьманщині існувала система прямого оподаткування населення. Також одним із найефективніших джерел прибутку була плата за оренду землі.
Фінансами Гетьманщини завідував генеральний підскарбій, який очолював Військову скарбницю, перейменовану на Генеральну скарбову канцелярію. В часи головування Хмельницького фінансові справи гетьман контролював особисто. Скарбниця поповнювалася за рахунок прикордонного торгового мита на товари експорту й імпорту. Населення платило також натуральну данину на військо, поземельний чинш, податки за виробництво алкогольних напоїв, за користування млинами, оренду, рудні і дігтярні, продаж тютюну. Ймовірно Хмельницький намагався карбувати в Чигирині власну монету, згадки про яку датуються 1649 і 1652 роками.
Певне уявлення про вартість грошей і товарів у другій половині 18 століття дають описи та оцінка в грошах майна козаків і селян Менської та Борзненської сотень Чернігівського полку 1766 року. Так, хата рублена з сінями і прикомірком коштувала від 10 до 25 карбованців, комора рублена — 3 карбованців, віз під коней — 40—50 копійок, плуг — 12 копійок, відгодована свиня — 1,5 карбованця, вівця — 50 копійок, гуска — 10 копійок, курка — 2 копійки, кожух звичайний — 1,2 карбованця, смушева шапка — 30 копійок, чоботи — 20—30 копійок.

## Релігія
Основною релігією в Гетьманщині протягом усього її існування було православне християнство. Козацькі землі входили до складу Київської митрополії, що підпорядковувалася Константинопольському патріархату. За часів гетьманування Богдана Хмельницького, який після повстання перебрав на себе монаршу функцію верховного церковного патронату, митрополію очолював Сильвестр Косів (1647–1657). Незважаючи на конфлікти з гетьманом, він не проводив самостійної політики й узгоджував позицію церкви в світських питаннях з козацькою владою. Після смерті і Хмельницького, і Косова козацька держава поринула в громадянську війну, яка спричинила розкол українського православ'я. На антимосковському Правобережжі утвердилися легітимні наступники покійного митрополита — Діонісій Балабан (1657—1663) та Йосип Тукальський-Нелюбович (1663—1675). Вони мали резиденцію в Чигирині, не маючи можливості осісти в Києві. Інша правобережна фракція православних, що займала пропольську позицію, очолювалася митрополитом Антонієм Винницьким (1663—1679), який правив єпархіями Галичини, Волині й Поділля. На промосковському Лівобережжі господарювали намісники митрополичого престолу Лазар Баранович (1659—1661, 1670—1685) і Мефодій Филимонович (1661—1668). Наприкінці XVII століття лінія правобережних архіпастирів перервалася, а частина населення прийняла греко-католицьке віросповідання. У зв'язку з цим 1701 року православні парафії та монастирі Правобережної України увійшли до складу Переяславської єпархії Лівобережжя.
Від середини XVII століття московський уряд намагався підкорити Київську митрополію Московському патріархату. Після призначення гетьманом «попівського сина» Івана Самойловича, в липні 1685 року, з дозволу Москви, був скликаний собор для виборів Київського митрополита. Попри саботування акції українським духівництвом, присутні на соборі миряни й гетьманські посланці обрали митрополитом Гедеона Святополка-Четвертинського, свата нового гетьмана. В листопаді того ж року московський патріарх Іоаким Савьолов, всупереч церковним канонам, висвятив його на Київський митрополичий престол. А в травні 1686 року московські дипломати, підкупивши константинопольського патріарха Діонісія, добилися від нього передачі московському патріархату Київської митрополії. Наступники Гедеона — Варлаам Ясинський (1690—1707) та Йоасаф Кроковський (1708—1718) вже висвячувалися в Москві. Загалом, приєднання Київської митрополії до Московського патріархату сприйняли українські ієрархи позитивно — вони підтримували тверду царську владу на противагу нестабільним гетьманським режимам, вбачаючи в московській протекції захист від козацьких союзів з сусідами-мусульманами. Саме представники Київської православної митрополії розробили нову візію історії України, виражену в «Синопсисі», як невід'ємної частини історії «триєдиної» Російської держави на чолі з московськими царями.

## Освіта й наука

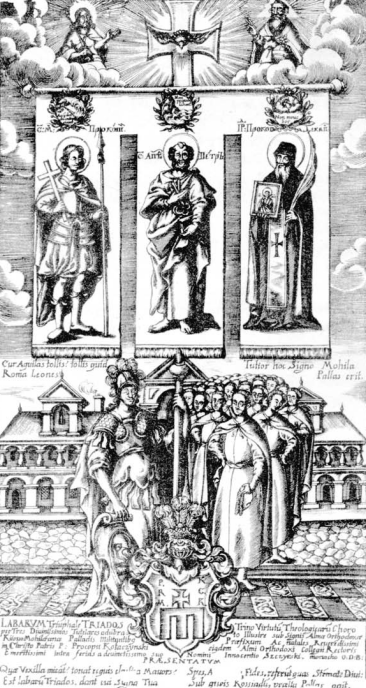
Спудеї Києво-Могилянської академії. Гравюра початку XVIII ст.

### Вища
- Києво-Могилянський колегіум → Києво-Могилянська академія (1659—1817)
  - Лазар Баранович
  - Йоаникій Ґалятовський
  - Варлаам Ясинський
  - Йоасаф Кроковський
  - Антоній Радивиловський
  - Стефан Яворський
  - Феофан Прокопович
  - Григорій Сковорода
- Переяславський колегіум
- Чернігівський колегіум
- Інші діячі культури:
  - Максим Березовський
  - Дмитро Бортнянський

Освітнім закладом першої величини в Україні XVII—XVIII століть була Києво-Могилянська академія, початки якої сягають 1615 року — часу заснування школи при Богоявленському братстві в Києві. Освітня система академії була створена Петром Могилою у першій половині XVII століття за прикладом західноєвропейських університетів.
Перетворена 1632 року на колегію, а 1701 року на академію, вона фактично, до заснування Московського університету 1755 року, була єдиним у Східній Європі навчальним закладом вищого типу.
Добою найвищого розквіту Академії був час гетьманування Івана Мазепи, який особисто виділяв на утримання закладу великі кошти, збудував нове приміщення для неї — корпус, що пізніше назвали Мазепиним. Наприкінці XVII століття тут навчалося близько 2000 студентів кожного року.

### Початкова
В щоденниках Павла Алеппського, секретаря Антіохійського патріарха Макарія III, який перебував у 1653-56 роках у Гетьманщині зазначає, що «у всій землі козацькій ми помітили прекрасну рису, що нас сильно здивувало: всі вони, мешканці, за малими винятками, навіть жінки та дівчата, вміють читати та знають порядок богослужіння та церковний спів, крім того священники вчать сиріт та не дозволяють щоб ті тинялися вулицями».
Протестантський пастор Павло Одерборн, який у II пол. XVI ст. перебував у Великому князівстві Литовському, зазначав: «Русини завжди мають школу при церквах і монастирях, де дітей навчають першим початкам письма, молитвам, апостольським символам».
У Гетьманщині існувала початкова, народна школа. Вона утримувалась на власні кошти українського населення і з його власної ініціативи. На середину XVIII століття, на території семи полків Гетьманщини існувало 866 народних шкіл, що в зіставленні з густотою населення дорівнювало одній школі на 1000 осіб. У 1767 році лише в одному Чернігівському полку існувало 143 школи, по одній вже на 746 осіб.
Розуміючи, що поширеність і якість освіти в Україні — Гетьманщині — одна з головних перепон на шляху до її остаточного покріпачення, Російська імперія поступово вживає заходів до скорочення кількості шкіл в Україні, добиваючись цього різними засобами. Внаслідок цього вже наприкінці існування Гетьманщини на одну школу в середньому припадало по 6750 учнів.